# Siror
Siror és un antic municipi italià, dins de la província de Trento. L'any 2007 tenia 1.269 habitants. Limitava amb els municipis de Canale d'Agordo (BL), Canal San Bovo, Imer, Mezzano, Predazzo, Tonadico i Transacqua.
L'1 de gener 2016 es va fusionar amb els municipis de Fiera di Primiero, Tonadico i Transacqua creant així el nou municipi de Primiero San Martino di Castrozza, del qual actualment és una frazione.

## Administració
| Període | Identitat        | Partit        |
| ------- | ---------------- | ------------- |
| 2005-   | Leonardo Zanetel | Llista cívica |